# Marie-Ange Grenier
Pour les articles homonymes, voir Grenier (homonymie).
Marie-Ange Grenier est une médecin française et militante pour les droits des personnes trans.
Elle est la fondatrice, au cours des années 1980, d'une des premières associations trans, l'Association médicale française pour l'aide aux transsexuels (AMEFAT), basée à Saint-Étienne. Son association délivre un discours assimilationniste des femmes trans, mettant en avant un « vrai transsexualisme ».
Dans le même temps, elle devient l'une des principales figures médiatiques trans, avec une apparition littéraire et, surtout, dans le  première émission de télévision française grand public consacrée aux personnes trans, en 1983 sur FR3. Marie-Ange Grenier disparaît de la vie publique moins de dix ans après la fondation de l'AMEFAT.

## Biographie
Marie-Ange Grenier naît en Belgique. Elle est médecin militaire de formation. 
Femme trans, elle prend conscience d'être une femme dès l'enfance. Elle entame une transition publique en 1977 après avoir épousé Marie-Claude Golier neuf ans plus tôt,. Elles travaillent toutes deux comme médecins dans un hôpital et se partagent un cabinet d'ophtalmologie.

### Fondation de l'AMEFAT
Marie-Ange Grenier fonde l'AMEFAT, Association médicale française pour l'aide aux transsexuels, en 1981 avec son épouse Marie-Claude, qui en est la présidente. Il s'agit d'une des premières associations françaises de soutien aux personnes trans, après l'Association d'aide aux malades hormonaux (AMAHO) en 1965 et le Centre du Christ libérateur (CCL) en 1976, qui étaient toutefois toutes deux basées à Paris, alors que celle-ci l'est dans la région de Saint-Étienne (Loire).
L'AMEFAT, qui réunit des médecins, des avocats et des juristes, est active à la fois dans le soutien aux personnes trans et dans le lobbying. Le 8 octobre 1982, l'association organise une réunion publique sur la prise en charge des chirurgies de réattribution sexuelle avec le docteur Jacques Breton de l'hôpital Lariboisière de Paris, qui est couverte par Le Monde,.

### Personnalité médiatique
À travers l'AMEFAT, Marie-Ange Grenier cherche à visibiliser la question trans,. Elle parvient à devenir une des figures trans médiatiques de la décennie (avec Coccinelle, Maud Marin et Sylviane Dullak) ; la sociologue des médias Karine Espineira observe qu'elle livre une posture intégrationniste qui rassure le public.
Elle participe tour à tour, en 1982, à un dossier sur la transsexualité de la revue Masques, revue des homosexualités, puis, en 1983, aux Universités d’été euroméditerranéennes des homosexualités de Marseille. La même année, elle est une des personnalités mises en avant par la première émission de télévision française grand public consacrée au transsexualisme. Le documentaire, une carte blanche à Anne Gaillard de 52 minutes, intitulé Le corps de mon identité : être transsexuel, est réalisé par Michel Folin avec Jacques-René Martin, et est diffusé dans Vendredi sur FR3 le 4 mars 1983,,,. Il sera récompensé du prix Italia. Il suit Marie-Ange Grenier accueillant d'autres femmes trans dans son cabinet, revient sur sa chirurgie de réassignation sexuelle puis réunit les témoignages de sa femme et de ses parents acceptants. Il met en avant le « suicide social » qu'a été sa transition pour elle et son couple,.
Elle participe en 1985 à un livre dirigé par Élie Théofilakis puis en 1987 à un dernier du journaliste Yves Belaubre.

### Disparition progressive
Cependant, d'après Maxime Foerster, auteur d'Une histoire des transsexuels en France (2018), la « personnalité autoritaire » de Marie-Ange Grenier et sa « conception rigide de ce que doit être le transsexualisme », toute sauf consensuelle, ne permettent pas à l'AMEFAT d'avoir un impact significatif et de connaître une existence pérenne ; l'association disparaît avant la fin de la décennie 1980 avant d'être légalement dissoute en 1992.

## Filmographie
- 1982 : Le corps de mon identité : être transsexuel de Michel Follin, FR3[14]
Trois extraits de 35 minutes sur ina.fr, 2025

## Publications
- « Quel matériau le sexe ? La perspective transsexuelle... », dans Élie Théofilakis (dir.), Modernes et après ? Les immatériaux, Paris, Autrement, 1985, 241 p. (ISBN 2-86260-136-5).